# 詹姆斯·欧文 (设计师)
詹姆斯·欧文（英語：James Irvine，1958年—2013年2月18日）是一位英国设计师。

## 生平
1958年出生在英国伦敦，早年就读于英国金斯顿艺术设计学院（现名金斯顿大学），并于1981年获得学士学位。之后就读于英国皇家艺术学院，1984年获得硕士学位。同年移居意大利米兰，并在那里从事设计工作。

## 作品
在1999年，他为德国汉诺威市特别设计了一款梅赛德斯-奔驰Citaro（O 530）巴士的车身，为2000年德国汉诺威世界博览会准备。